# Kjell Schneider
Kjell Schneider (Kiel, 4 de octubre de 1976) es un deportista alemán que compitió en voleibol, en la modalidad de playa. Ganó una medalla de bronce en el Campeonato Mundial de Vóley Playa de 2005.

## Palmarés internacional
| Campeonato Mundial | Campeonato Mundial | Campeonato Mundial | Campeonato Mundial |
| Año                | Lugar              | Medalla            | Pareja             |
| ------------------ | ------------------ | ------------------ | ------------------ |
| 2005               | Berlín (Alemania)  | Medalla de bronce  | Julius Brink       |